# Merode
Merode – stacja metra w Brukseli, na linii 1 i 5. Zlokalizowana jest za stacją Schuman, Montgomery i Thieffry. Została otwarta 20 września 1976.